# Fiodor Titow
Fiodor Jegorowicz Titow (ros. Фёдор Его́рович Тито́в, ur. 8 stycznia 1910 we wsi Siergijewy Gorki w guberni włodzimierskiej, zm. 18 maja 1989 w Moskwie) – radziecki polityk, dyplomata, członek KC KPZR (1952-1971).
Od 1930 w WKP(b), 1941 ukończył studia w Instytucie Tekstylnym w Kostromie, 1942-1944 instruktor Zarządu Kadr KC WKP(b). Od 1944 do stycznia 1949 sekretarz, a od stycznia 1949 do sierpnia 1952 II sekretarz Komunistycznej Partii (bolszewików) Łotwy. Od sierpnia 1952 do 22 września 1949 I sekretarz Komitetu Obwodowego WKP(b)/KPZR w Iwanowie, od 14 października 1952 do 30 marca 1971 członek KC KPZR. Od września 1959 do 1962 II sekretarz KC Komunistycznej Partii Uzbekistanu, 1962-1963 kierownik Grupy ds. Udzielania Pomocy w Rozwoju Gospodarki Ludowej Kuby, 1963-1966 I sekretarz Czeczeno-Inguskiego Komitetu Obwodowego KPZR. Od 19 stycznia 1966 do 18 marca 1971 ambasador nadzwyczajny i pełnomocny ZSRR na Węgrzech, od 7 maja 1971 do 28 maja 1982 minister spraw zagranicznych Rosyjskiej FSRR, następnie na emeryturze. Deputowany do Rady Najwyższej ZSRR od 3 do 6 kadencji. Pochowany na cmentarzu Wagańkowskim.

## Odznaczenia
- Order Lenina (trzykrotnie)
- order Czerwonego Sztandaru Pracy (trzykrotnie)
- Order Przyjaźni Narodów
- Order „Znak Honoru”